# Reverolle
Reverolle est une ancienne commune suisse et une localité de la commune de Hautemorges, dans le canton de Vaud, située dans le district de Morges.

## Histoire
Le 6 décembre 1992, les citoyens de Reverolle disent oui à 93,7 % à l'adhésion de la Suisse à l'Espace économique européen (EEE), faisant de Reverolle la commune suisse qui dit oui le plus nettement.
En 2018, Reverolle et cinq autres communes de la région ont voté favorablement à une fusion de communes afin de créer la future commune de Hautemorges. Elle entre en vigueur le 1er juillet 2021.

## Économie
Reverolle est une commune agricole et viticole (81 % de sa superficie), son vignoble s'étend de Clarmont à Bussy-Chardonney. 
Reverolle partage avec Bussy-Chardonney, Clarmont et Vaux-sur-Morges le complexe intercommunal de Chaniaz.